# Mariya Paseka
María Valérievna Paseka (en rus: Мария Валерьевна Пасека) (19 de juliol de 1995) és una gimnasta russa. Als Jocs Olímpics de Londres 2012, va guanyar medalla de bronze en salt i medalla de plata amb l'equip rus. Va rebre la Medalla al Mèrit i és membre de l'equip nacional rus.

## Carrera júnior

### 2010
A la fi d'abril, Paseka va participar en el Campionat Europeu de Gimnàstica de 2010 a Birmingham, Regne Unit. Ella va contribuir amb una puntuació d'al voltant de 55,850 punts al total de l'equip rus que es va posicionar en primer lloc. En la final de salt, ella va guanyar la medalla de plata amb una puntuació de 14,275 punts.

## Carrera sènior

### 2011
L'agost, Paseka va competir en la Copa Russa a Ekaterimburg. Es va posicionar tercera en salt amb una puntuació de 13,713 i cinquena en pis amb 13,125 punts. L'entrenadora russa, Valentina Rodionenko va dir «A Ekaterimburg, ella no va realitzar un salt molt bo, però tenia molta dificultat i un alt nivell gimnàstic».
Al setembre, Paseka va participar en la Copa Mundial de Gimnàstica Artística a Gant, Bèlgica. Va ocupar el sisè lloc en salt amb 13,837 punts i cinquena en pis amb 13,175 punts. Més tard al setembre, Paseka va participar en la Dinamo International en Penza. Va guanyar el segon lloc en salt i tercer lloc en pis amb 13,935 i 14,034 punts respectivament.

### 2012
Al març, Paseka va participar en el Campionat Nacional Rus a Penza. Va contribuir amb 14,867 punts en salt, 10,767 en barres asimètriques i 13,533 en pis, així l'equip de Moscou va ocupar el primer lloc. En finals per aparells, va guanyar el tercer lloc en salt amb 14,120 punts i el setè lloc en barres asimètriques amb 11,440 punts.
Al maig, va concursar al Campionat Europeu de Gimnàstica de 2012 a Brussel·les, Bèlgica. Va contribuir amb una puntuació en salt de 14,833 punts, l'equip rus va finalitzar en segon lloc.
Al juny, va participar en la Copa Russa a Penza. Va contribuir amb 15,800 punts en salt i 14,134 punts en pis, l'equip de Moscou va ocupar el primer lloc. En finals per aparells, va ocupar el setè lloc en salt amb 11,925 punts i en barres asimètriques amb 13,175 punts.

#### Londres 2012
El 28 i 29 de juliol, Paseka va competir als Jocs Olímpics de Londres 2012. En la final per equips, ella va contribuir amb una puntuació de 15,300 en salt, l'equip rus va finalitzar en segon lloc. En la final de salt, ella va guanyar la medalla de bronze amb una puntuació final de 15,050 punts. Paseka va dir: «No puc descriure el que sento. Encara tinc adrenalina a la sang. És només el tercer lloc, un bronze. Però és una medalla olímpica. Així que jo segueixo feliç».

### 2013
El març de 2013, va participar en el Campionat Nacional Rus a Penza. Al concurs complet per equips, l'equip de Paseka (Moscou) va obtenir una puntuació final de 166.750 punts, obtenint el segon lloc. En les finals per aparells, va obtenir el primer lloc en la final de salt amb 13.475 punts.
Al Campionat Europeu de Gimnàstica de 2013, celebrat a Moscou, Paseka es va classificar segona per a la final de salt amb un 14.733 punts i sisena en la final de barres asimètriques amb 14.100 punts. No obstant això, en la final de salt va caure en els seus dos salts, acabant en setè lloc amb 13.499 punts. Va obtenir la medalla de bronze en la final de barres asimètriques amb 14.400 punts.